# Rivehaute
Rivehaute ist eine französische Gemeinde mit 271 Einwohnern (Stand 1. Januar 2022) im Département Pyrénées-Atlantiques in der Region Nouvelle-Aquitaine (vor 2016: Aquitanien). Die Gemeinde gehört zum Arrondissement Oloron-Sainte-Marie und zum Kanton Le Cœur de Béarn (bis 2015: Kanton Navarrenx).
Der Name in der gascognischen Sprache lautet Arribahauta. Er stammt aus dem lateinischen ripa alta (deutsch hohes Ufer) und verweist auf die geografische Lage am rechten Ufer des Saison.
Die Bewohner werden Ribaltars genannt.

## Geographie
Rivehaute liegt ca. 35 km nordwestlich von Oloron-Sainte-Marie in der historischen Provinz Béarn.
Umgeben wird der Ort von den Nachbargemeinden:
| Gestas | Montfort                                    |           |
| Nabas  | Kompassrose, die auf Nachbargemeinden zeigt | Araujuzon |
|        | Charre                                      |           |

Rivehaute liegt im Einzugsgebiet des Flusses Adour am rechten Ufer des Saison, einem Nebenfluss des Gave d’Oloron. Nebenflüsse des Saison, der Ruisseau l’Apaure, der Ruisseau de Larrunduigt und der Ruisseau de Bédat, durchqueren das Gebiet der Gemeinde.

## Geschichte
Rivehaute wird im 11. Jahrhundert erstmals erwähnt. Bei der Volkszählung des Béarn im Jahre 1385 wurden in Rivehaute 26 Haushalte gezählt. Das Dorf gehörte zur Bailliage von Sauveterre. Überliefert sind ein Laienkloster, Vasall des Vicomtes von Béarn, ein Schmied und eine Gemeinschaft von Cagots, eine Personengruppe, die vom 13. bis weit ins 19. Jahrhundert hinein in Spanien und Frankreich aus heute noch unbekannten Gründen diskriminiert und weitgehend vom gesellschaftlichen Leben ausgeschlossen war. Das Dorf wird seit langer Zeit von einer Nebenstrecke des Jakobswegs nach Santiago de Compostela durchquert. Aus diesem Grund gab es ein Hospital zur Aufnahme und Pflege von Pilgern, das heute nicht mehr existiert. Die geografische Lage zwischen Pau und Bayonne veranlasste die Notabeln dieser Städte, zwischen dem 16. und dem 18. Jahrhundert zahlreiche Bürgerhäuser in Rivehaute zu bauen.
Toponyme und Erwähnungen von Rivehaute waren:
- Ecclesia de Aribalda und Sancta-Maria de Arribalte (11. bzw. 12. Jahrhundert, Kopialbuch der Abtei Saint-Jean de Sorde, S. 3 bzw. S. 23),
- Arribalda (12. Jahrhundert, Manuskriptsammlung von André Duchesne, Band 114, Blatt 32),
- Arribaute (1323, Kopialbuch von Orthez, Blatt 36),
- Ribaute (1385, Volkszählung im Béarn),
- Arribauta, Arribahauta, Ribahaute und Ribe-Aute (1538, 1540 bzw. 1548 für die beiden letzten Namen, réformation de Béarn, Manuskriptsammlung des 16. bis 18. Jahrhunderts),
- Nostre-Dame de Rivehaute (1656, Veröffentlichungen des Bistums Oloron),
- Rive-haute (1750, Karte von Cassini) und
- Rivehaute (1793 und 1801, Notice Communale bzw. Bulletin des Lois).[5][6][7]

### Einwohnerentwicklung
Nach einem ersten Höchststand der Einwohnerzahl von rund 460 in der Mitte des 19. Jahrhunderts reduzierte sich die Zahl bei kurzen Erholungsphasen bis zum Beginn des 20. Jahrhunderts, erreichte einen erneuten Höchststand von rund 460 in der Zählung von 1906, bevor die Größe der Gemeinde nach dem Zweiten Weltkrieg auf ein Niveau von rund 250 Einwohnern stagnierte. Erst in der jüngsten Zeit ist ein moderates Wachstum zu verzeichnen.
| Jahr      | 1962 | 1968 | 1975 | 1982 | 1990 | 1999 | 2006 | 2009 | 2022 |
| --------- | ---- | ---- | ---- | ---- | ---- | ---- | ---- | ---- | ---- |
| Einwohner | 255  | 259  | 250  | 250  | 230  | 237  | 232  | 240  | 271  |

## Sehenswürdigkeiten

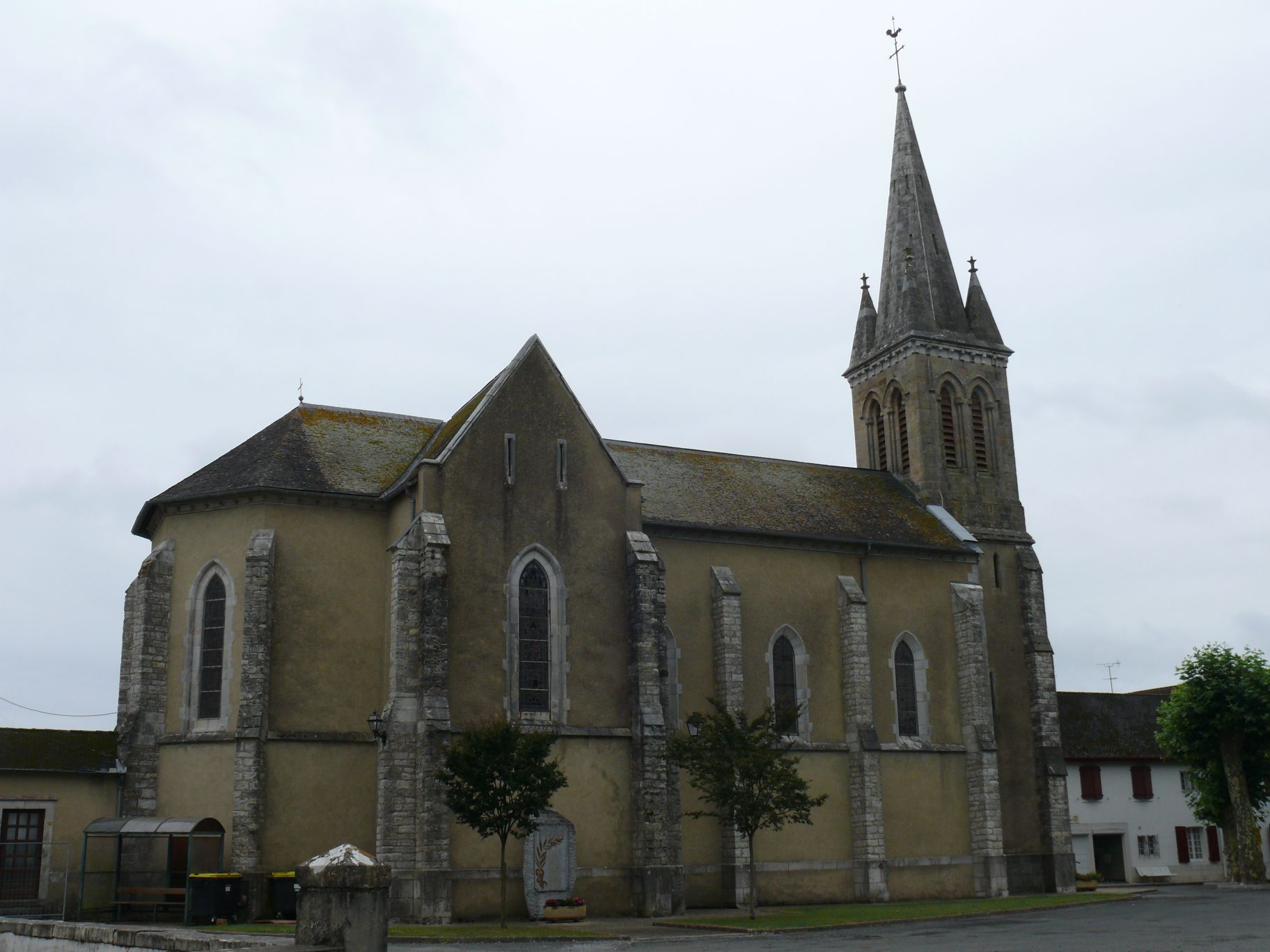
Pfarrkirche de l’Assomption-de-la-Bienheureuse-Vierge-Marie

- Pfarrkirche, gewidmet Mariä Himmelfahrt. Sie wurde zwischen 1860 und 1864 als Ersatz für eine frühere Kirche errichtet, die als zu klein und veraltet angesehen wurde und die heute in eine Scheune umgeformt ist. Der Eingang zur heutigen Pfarrkirche erfolgt durch einen Eingangsvorbau, der über eine Treppe mit fünf Stufen erreicht wird. Das Eingangsportal in Form eines Spitzbogens ist im neugotischen Stil gehalten. Zwei Säulen mit Blumen verzierten Kapitellen tragen die Archivolten des Portals. Über dem Eingangsvorbau ragt der Glockenturm empor. Auf der Höhe seiner zweiten Ebene durchbricht eine Fensterrose die Fassade. Sie besteht aus einem kreisrunden Segment, um das sich sechs kleinere Okuli verteilen. Diese kleinen Fenster zeigen Motive von gelben Blumen vor einem roten Hintergrund. Das zentrale Fenster zeigt von vorne die Büste von Gottvater. Er hebt seine rechte Hand, um die die Gläubigen zu segnen. Die linke Hand ruht auf einen Globus zum Zeichen der Allmächtigkeit auf Erden. Zwischen der zweiten und der dritten Ebene des Glockenturms zeigt eine Turmuhr den Passanten die Zeit. Auf der obersten Ebene besitzt der Turm an allen vier Seiten Schallöffnungen der Glockenstube in Form von Zwillingsfenstern. Der Glockenturm ist mit einem polygonalen, mit Schiefer gedeckten Helm und mit Dachreitern an allen vier äußeren Ecken ausgestattet. Diese sind pyramidenförmig und zeigen Schwertlilien an ihren Spitzen. Das Kircheninnere ist im neugotischen Stil gehalten mit einem Kreuzrippengewölbe, das von Pfeilern und Säulen mit verzierten Kapitellen getragen wird. Der Schub wird von mehreren Strebewerken entlang der Außenwände aufgefangen. Das einschiffige Langhaus wird von zwei Seitenkapellen flankiert, die ein Querschiff bilden. Gegen 1864 wurden zwölf Glasfenster mit Darstellungen religiöser Persönlichkeiten und dekorativen Motiven eingesetzt, Werke der Glasmalerei Mauméjean aus Pau. Drei dieser Fenster verschönern den Chor, zwei das Querschiff und sechs das Langhaus. Das zwölfte Fenster ist die Fensterrose im Glockenturm. Die Form der Fenster ist an die Spitzbögen der Maueröffnungen angepasst. Die Fenster des Chors sind beispielsweise 3 m hoch und 80 cm breit. Jedes zeigt ein Bildnis eines Heiligen, den Apostel Petrus, Ludwig IX. von Frankreich und Antonius von Padua. Die Fenster im Querschiff zeigen Maria und Josef. Obwohl die Personen an ihren Attributen erkannt werden können, sind ihre Namen unterhalb angegeben. Auf den Fenstern im Langhaus sind geometrische Motive eingearbeitet.[10][11][12][13][14]

- Laienkloster, genannt l’Hespitau. Das Gebäude wurde vermutlich im 15. oder 16. Jahrhundert errichtet und im Laufe der Jahrhunderte verändert und restauriert. Das rechteckige Wohngebäude besteht aus zwei Stockwerken mit Kreuzstockfenster an der oberen Etage. Die zahlreichen Türen im Erdgeschoss sind jüngeren Datums. Die Bauart des polygonalen Turms, der an die Fassade angebaut wurde, war im 19. Jahrhundert sehr verbreitet. Die Nebengebäude bilden zusammen mit den Haupthaus einen Innenhof, dessen Zugang von außen durch ein Gitter aus Schmiedeeisen abgeschlossen ist. Dieses ist in relativ jüngster Zeit angefertigt und zeigt eine traditionelle Arbeit mit eingearbeiteten runden, verschlungenen und wiederkehrenden Motiven wie Herzen, Schwertlilien und dem Buchstaben „C“.[15][16]

- Schloss Larramée. Es gehörte der Familie Casamajor aus Gestas vom Ende des 15. Jahrhunderts bis 1847. Anschließend erbte Bachoué, Graf von Barraute, das Anwesen. Er behielt es bis zur Hälfte des 19. Jahrhunderts, als es an einen Cousin der Familie Bachoué-Barraute ging. Das Schloss besteht aus einem zweistöckigen Wohngebäude mit einer Breite von fünf Jochen, eingerahmt von zwei viereckigen Türmen. Die Dächer der Türme und des Hauptgebäudes sind mit Schiefer gedeckt und zeigen ein Wechselspiel der unterschiedlichen Dachformen. Das Wohngebäude hat ein Dach mit einem Dachfirst entlang der Gebäudelinie, die Dächer der Türme sind spitz mit einem Dachfirst quer zur Gebäudelinie. An den Verbindungsstellen der drei Gebäudeteile ragen Schornsteine empor mit gewölbten Blenden und Kugeln an jeder Ecke ihrer Spitzen. Drei Lukarne lassen Licht in die Dachgeschosse. Ihre Giebeln sind mit Wimpergen und Fialen ausgeschmückt. Über der Eingangstür auf der Nordseite lassen sich Reste eines gebogenen Giebels aus gelblichem Sandstein erkennen, der vermutlich im Laufe des 17. Jahrhunderts angebracht wurde.[17]

## Wirtschaft und Infrastruktur

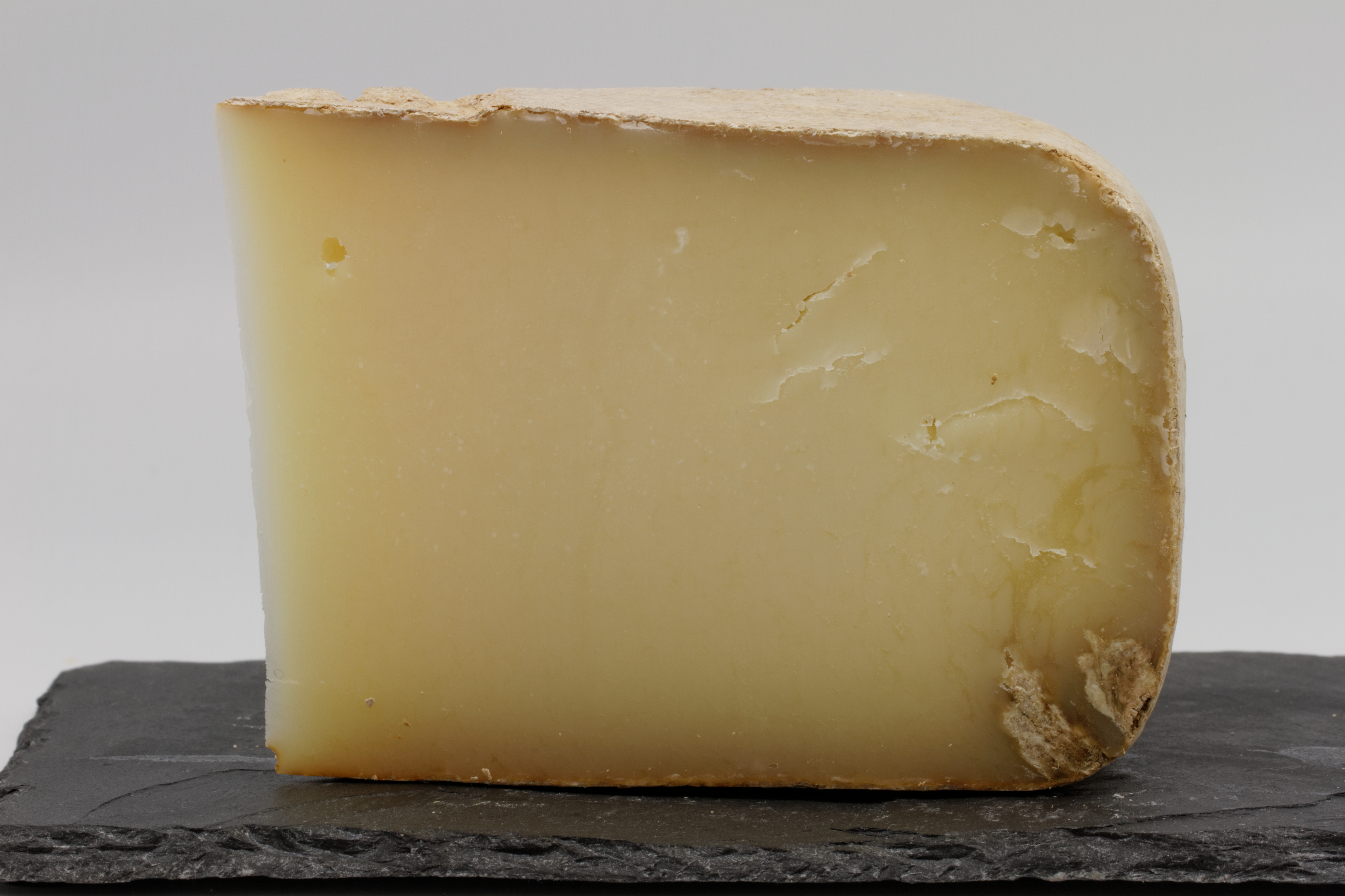
Ossau-Iraty

Landwirtschaft und Handel sind die wichtigsten Wirtschaftsfaktoren der Gemeinde.
Rivehaute liegt in den Zonen AOC des Ossau-Iraty, eines traditionell hergestellten Schnittkäses aus Schafmilch, sowie der Schweinerasse und des Schinkens „Kintoa“.

### Bildung
Die Gemeinde verfügt über eine öffentliche Vor- und Grundschule mit 48 Schülerinnen und Schülern im Schuljahr 2017/2018.

### Sport und Freizeit
- Die Gemeinde verfügt über einen Fußballverein „Rivehaute Sport“.[21]

- Ein leichter Rundweg von 7 km Länge mit einem Höhenunterschied von 98 m führt vom früheren Waschhaus im Zentrum durch das Gebiet der Gemeinde.[22]

### Verkehr
Rivehaute ist erreichbar über die Routes départementales 23, 115, 160, 265, 723 und 2023.